# شامیل بورچاشویلی
شامیل بورچاشویلی (انگلیسی: Shamil Borchashvili؛ زادهٔ ۹ ژوئن ۱۹۹۵) جودوکار اهل اتریش است.

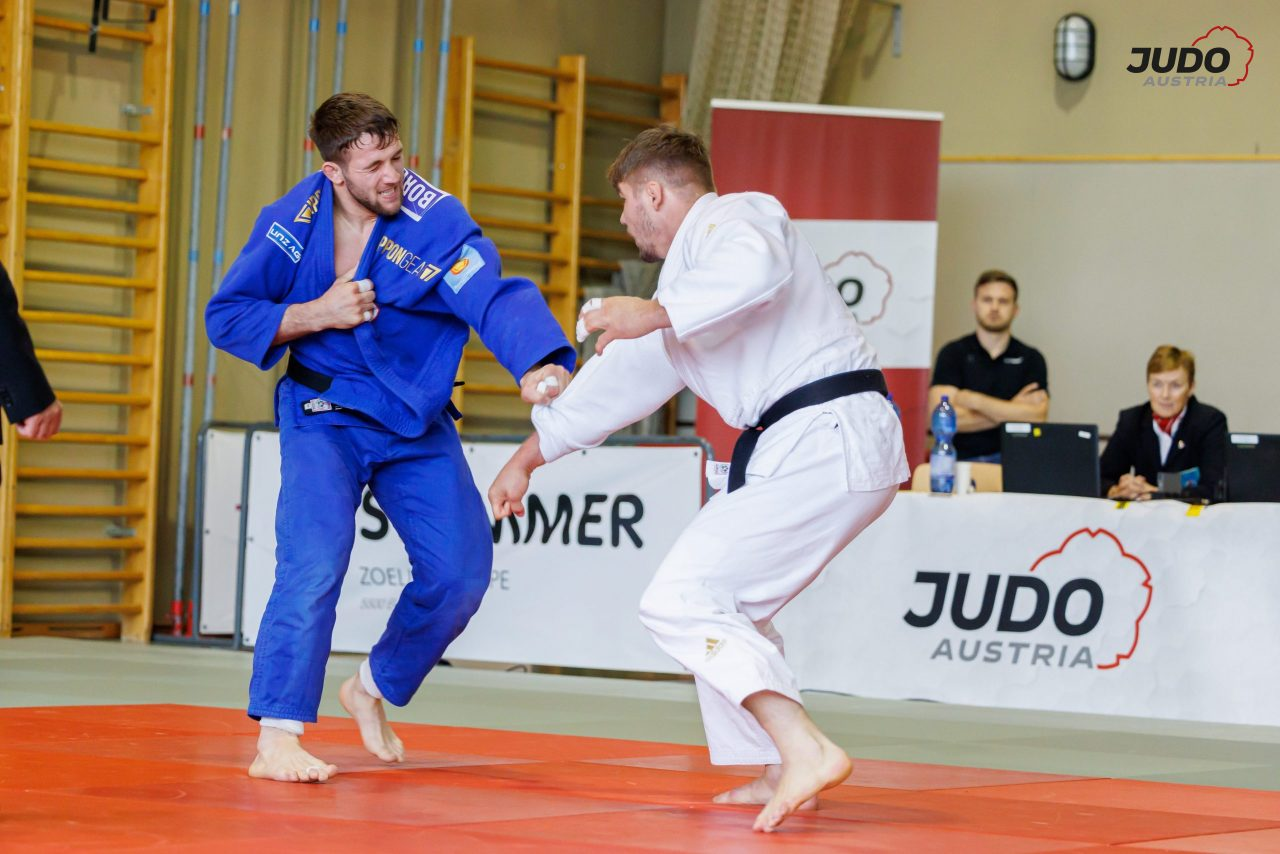
شامیل بورچاشویلی (آبی) - ۲۰۲۲

او در مسابقات کشوری و بین‌المللی در مجموع برندهٔ ۱ مدال نقره و ۲ مدال برنز شده‌است.